# Bernd Ritthammer

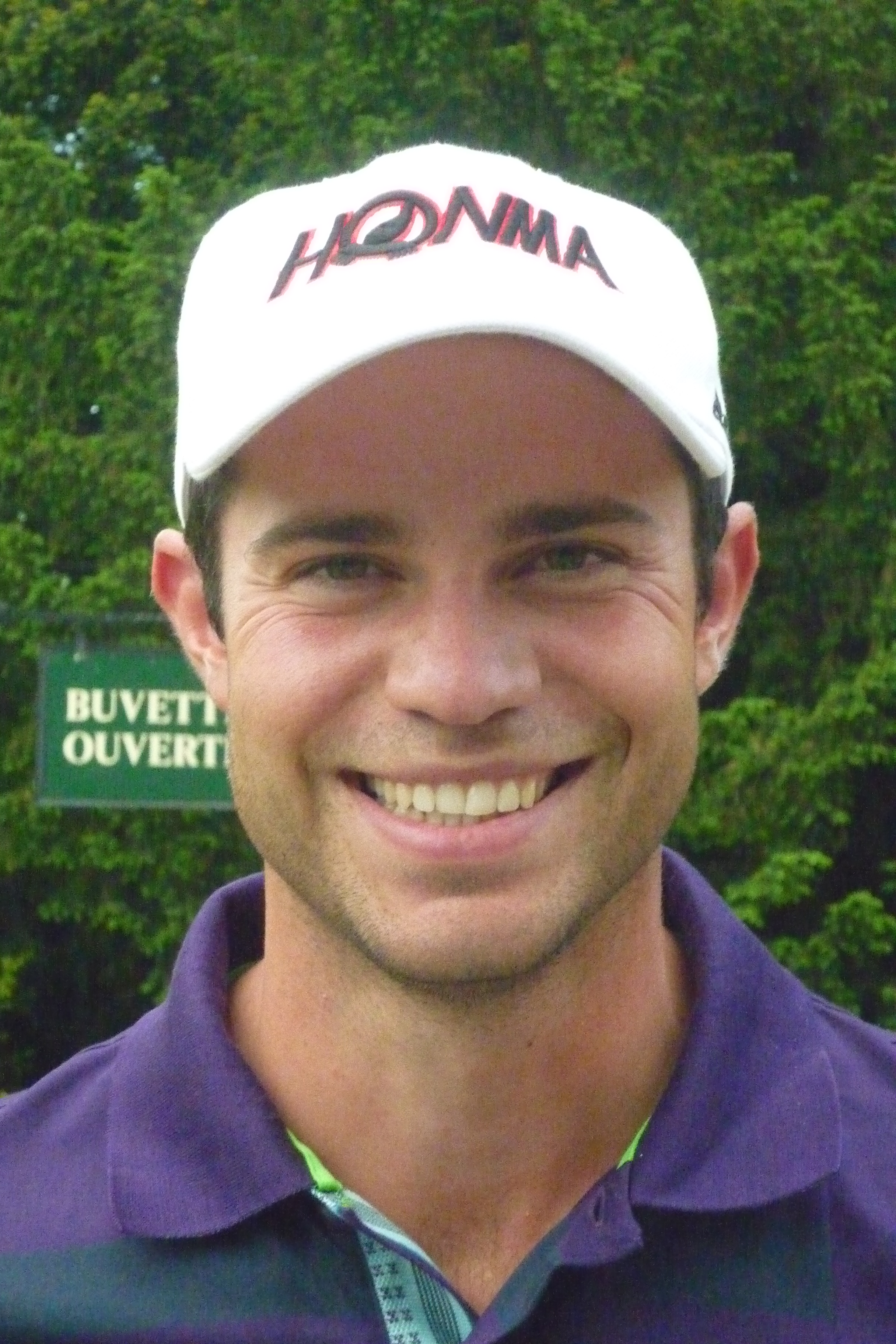
Telenet Trophy 2012

Bernd Ritthammer (Neurenberg, 18 april 1987) is een golfprofessional uit Duitsland. 

## Jeugd
Op 17-jarige leeftijd - na zijn eindexamen Gymnasium - gaf hij al te kennen professional te willen worden.
Hij werd lid van Golf Club Am Reichswald en had een handicap +2,3. Hij speelde vier jaar in het Duitse nationale team.

## Professional
Ritthammer werd in 2006 professional. Hij werd in 2009 een van de jongste Duitse spelers die een overwinning op de Pro Golf Tour (voorheen EPD Tour) behaalde. Hij werd nummer 1 op de ranglijst van de EPD Tour, dus in 2010 mocht hij op de Challenge Tour spelen. Daar eindigde hij niet hoog genoeg om al naar de Europese Tour te promoveren, en in de Finals van de Tourschool werd hij 42ste. Slechts dertig krijgen een spelerskaart voor de Europese Tour.
In 2011 mocht hij weer direct naar de Finals van de Tourschool, waar hij op de 15de plaats eindigde en een tourkaart voor 2012 haalde. Hij eindigde net buiten de top-100 en speelde in 2013 weer op de Challenge Tour. In maart 2013 won hij het Open Amelkis in Marokko.

## Gewonnen

### Amateur
- 2002: Nationaal Kampioenschap onder de 16

### Professional
Pro Golf Tour
- 2009: Drei Thermen Golfresort Baden Württemberg Open (-10)
- 2013: Open Amelkis (-20)